# Kazimierz Miętkiewski
Kazimierz Miętkiewski (ur. 2 lipca 1906 w Kraśnicy, zm. 2 czerwca 1973 w Poznaniu) – polski lekarz. Specjalizował się w zagadnieniach z zakresu cytochemii, endokrynologii oraz histologii ogólnej, histologii zwierząt i embriologii. Profesor zwyczajny Uniwersytetu Medycznego im. Karola Marcinkowskiego w Poznaniu (ówcześnie pod nazwą Akademia Medyczna w Poznaniu). Współzałożyciel Polskiego Towarzystwa Histochemii i Cytochemii. Członek Polskiego Towarzystwa Anatomicznego, Poznańskiego Towarzystwa Przyjaciół Nauk, Polskiego Towarzystwa Endokrynologicznego, Komitetu Zoologicznego Polskiej Akademii Nauk i Niemieckiej Akademii Przyrodników Leopoldina.

## Życiorys
Syn Józefa i Stanisławy z Leśniewskich, miał ośmioro rodzeństwa. Początkowo uczył się w szkole powszechnej w Radolinie, do gimnazjum zaś uczęszczał w Koninie. Maturę zdał w 1928, a 4 lipca 1934 roku ukończył studia na Wydziale Lekarskim Uniwersytetu im. Adama Mickiewicza w Poznaniu. W trakcie studiów, w 1930 roku, podjął pracę naukową w Zakładzie Histologii i Embriologii na tej uczelni. Pracował najpierw jako wolontariusz, a następnie pełnił funkcję starszego asystenta profesora Tadeusza Kurkiewicza. Doktoryzował się w 1937 roku na podstawie pracy zatytułowanej Badania morfologiczne, cytologiczne i histofizjologiczne nad najądrzem świnki morskiej. Później rząd Francji przyznał mu stypendium naukowe, dzięki któremu mógł rozpocząć pracę na Uniwersytecie w Lyonie oraz w Instytucie Radowym w Paryżu. Równocześnie przyjmował pacjentów z problemami otorynolaryngologicznymi pracując w klinice otolaryngologicznej Uniwersytetu Poznańskiego. W czasie II wojny światowej ukrywał się w Słupcy, gdzie kontynuował praktykę lekarską.
Po wojnie przyczynił się do zrekonstruowania i wznowienia działalności naukowej swojego macierzystego zakładu pracy poprzez odzyskanie zrabowanego przez Niemców sprzętu laboratoryjnego. W 1948 roku był adiunktem. W tym samym roku na podstawie dotychczasowego dorobku naukowego i rozprawy, której tematem były badania doświadczalne nad układem płciowym szczura i świnki morskiej, otrzymał veniam legendi (formalną habilitację) – prawo do prowadzenia wykładów z histologii i embriologii. Od 1960 roku był kierownikiem Zakładu Histologii Prawidłowej i Embriologii Akademii Medycznej w Poznaniu. Profesorem nadzwyczajnym został 25 września 1954, zwyczajnym 12 maja 1970 roku.
Był współzałożycielem Polskiego Towarzystwa Histochemii i Cytochemii oraz Polskiego Towarzystwa Endokrynologicznego, a także członkiem Polskiego Towarzystwa Anatomicznego, Poznańskiego Towarzystwa Przyjaciół Nauk, Societe Francaise d’Histochime, Association des Anatomistes, International Society for Research in Biology of Reproduction. W 1958 roku został członkiem Komitetu Zoologicznego II Wydziału Polskiej Akademii Nauk, a w roku 1969 członkiem „Deutsche Akademie der Naturforscher Leopoldina”.
Zmarł 2 czerwca 1973 roku po długiej chorobie. Pochowano go na Cmentarzu parafialnym w Czempiniu.

## Nagrody i wyróżnienia
Uhonorowany został m.in.:
- Medalem 10-lecia Polski Ludowej
- Krzyżem Kawalerskim Orderu Odrodzenia Polski (1959)
- Krzyżem Oficerskim Orderu Odrodzenia Polski (1969),
- Odznaką Honorową Miasta Poznania (kilkukrotnie)
- Odznaką honorową „Za Zasługi w Rozwoju Województwa Poznańskiego”